# برنهارد فون كوغلر
برنهارد فون كوغلر (بالألمانية: Bernhard von Kugler)‏ هو مؤرخ وأستاذ جامعي ألماني، ولد في 14 يونيو 1837 في برلين في ألمانيا، وتوفي في 7 أبريل 1898 في توبينغن في ألمانيا.